# Бородулин, Анатолий Иванович
Анато́лий Ива́нович Бороду́лин (17 июля 1911, Юзовка, Екатеринославская губерния — 21 августа 2000, Череповец, Вологодская область) — советский инженер, металлург, директор Череповецкого и Криворожского металлургических заводов. Герой Социалистического Труда (1971).

## Биография
Родился 17 июля 1911 года в Юзовке в семье рабочего железнодорожного цеха металлургического завода. Русский.
В 1928 году окончил школу ФЗУ, начал работать слесарем на металлургическом заводе в Донецке, одновременно учился на курсах по подготовке в вуз. В 1935 году окончил Донецкий индустриальный институт.
В 1935—1962 годах — инженер, начальник цеха, главный инженер Кузнецкого металлургического комбината.
С 10 марта 1962 по 25 апреля 1968 года — директор Череповецкого металлургического завода. За эти годы была введена в строй третья доменная печь, полный цикл мартеновского производства, цех холодной прокатки; завод стал основным поставщиком автомобильного листа для Волжского и Горьковского автозаводов и был награждён орденом Ленина.
С 28 апреля 1968 до 1972 года — директор Криворожского металлургического завода имени В. И. Ленина. За время руководства произошёл полный переход на тепловозную тягу железнодорожного транспорта завода, введены в строй конверторы № 4 и № 5 ККЦ-2, построен пионерский лагерь «Парус» в Скадовске, начато строительство доменной печи № 9.
На XXIV съезде КП Украины был избран в состав Центрального комитета. Был делегатом XXIV съезда КПСС (1971).
Затем работал в Болгарии (Кремиковский металлургический комбинат), Индии (завод в Бхилаи), в Министерстве чёрной металлургии Украинской ССР.
После распада СССР переехал в город Череповец.
Умер 21 августа 2000 года в Череповце.

### Семья
- Супруга — Мария Михайловна Бородулина (Петрова) (1914—2004);
- Сын — Марк (род. 1935—2016) — режиссёр, публицист[7];
- Дочь — Леонора (1938—2012), учитель.

## Награды
- Медаль «Серп и Молот» (30.03.1971);
- Четырежды орден Ленина (14.11.1951, 19.07.1958, 30.03.1971);
- Дважды орден Трудового Красного Знамени (24.01.1950, 02.04.1952);
- Орден Красной Звезды (10.04.1943);
- Орден «Знак Почёта» (13.09.1945);
- Орден Дружбы Народов (14.01.1977);
- Государственная премия СССР;
- Медаль «За трудовую доблесть» (05.05.1949);
- Медали;
- Почётный гражданин Череповца.

## Память
- Имя на Стеле Героев в Кривом Роге.